# Giuseppe Rivabella
Giuseppe Rivabella (Fubine Monferrato, ... – Capri, 24 agosto 1919) è stato un tiratore a segno italiano. È considerato il primo italiano ad avere gareggiato alle Olimpiadi moderne.

## La partecipazione olimpica
A seguito della clamorosa esclusione dai giochi del maratoneta Carlo Airoldi, giunto ad Atene con ambizioni di medaglia, si era sempre creduto che l'Italia non fosse stata rappresentata da nessun atleta ai Giochi della I Olimpiade del 1896.
Del Rivabella, infatti, non si sapeva nulla sino agli anni ottanta, quando lo svedese Ture Widlund lo citò quale partecipante alla gara di tiro, alla prima edizione dei Giochi di Atene, in base a quanto riportato dal giornalista Vladis Gavrilidis, sulle pagine del giornale greco "Akropolis" del 1896. Tali cronache, che rappresentano una fonte diretta della manifestazione ateniese, confermano la presenza, nella categoria "Carabina militare", dell'atleta italiano, che gareggiò, l'8 aprile 1896, al poligono di Kallithea, nella gara vinta dal greco Pantelīs Karasevdas.
Nel 2004, inoltre, è emerso un rapporto del 24 febbraio 1901 del Ministero della Marina italiana in cui è citato l'ingegnere cav. Giuseppe Rivabella per una vertenza con il governo ottomano. Da tale documento risulta che Rivabella, cittadino italiano, ma residente ad Atene dal 1885 circa, fosse un imprenditore che aveva intrapreso lavori stradali nell'isola greca di Samo e per il porto di Vathy. Il suo nome è rimasto a Samo nel «Ponte Trivabella», da lui costruito, ma anche nel linguaggio popolare per indicare un'opera di grande impegno. Ulteriori ricerche avrebbero appurato che, pochi mesi prima dell'Olimpiade, Rivabella alloggiò in una pensione nel quartiere ateniese della Plaka. Tuttavia, non è ancora emerso un documento certo che attesti che il tiratore e il costruttore Rivabella fossero la stessa persona.